# Noritake Takahara
Noritake Takahara (japoneză 高原 敬武, n. 6 iunie 1951, Tokio) este un fost pilot de curse auto japonez care a evoluat în Campionatul Mondial de Formula 1 în anii 1976 și 1977.